# 킨더 해피 히포

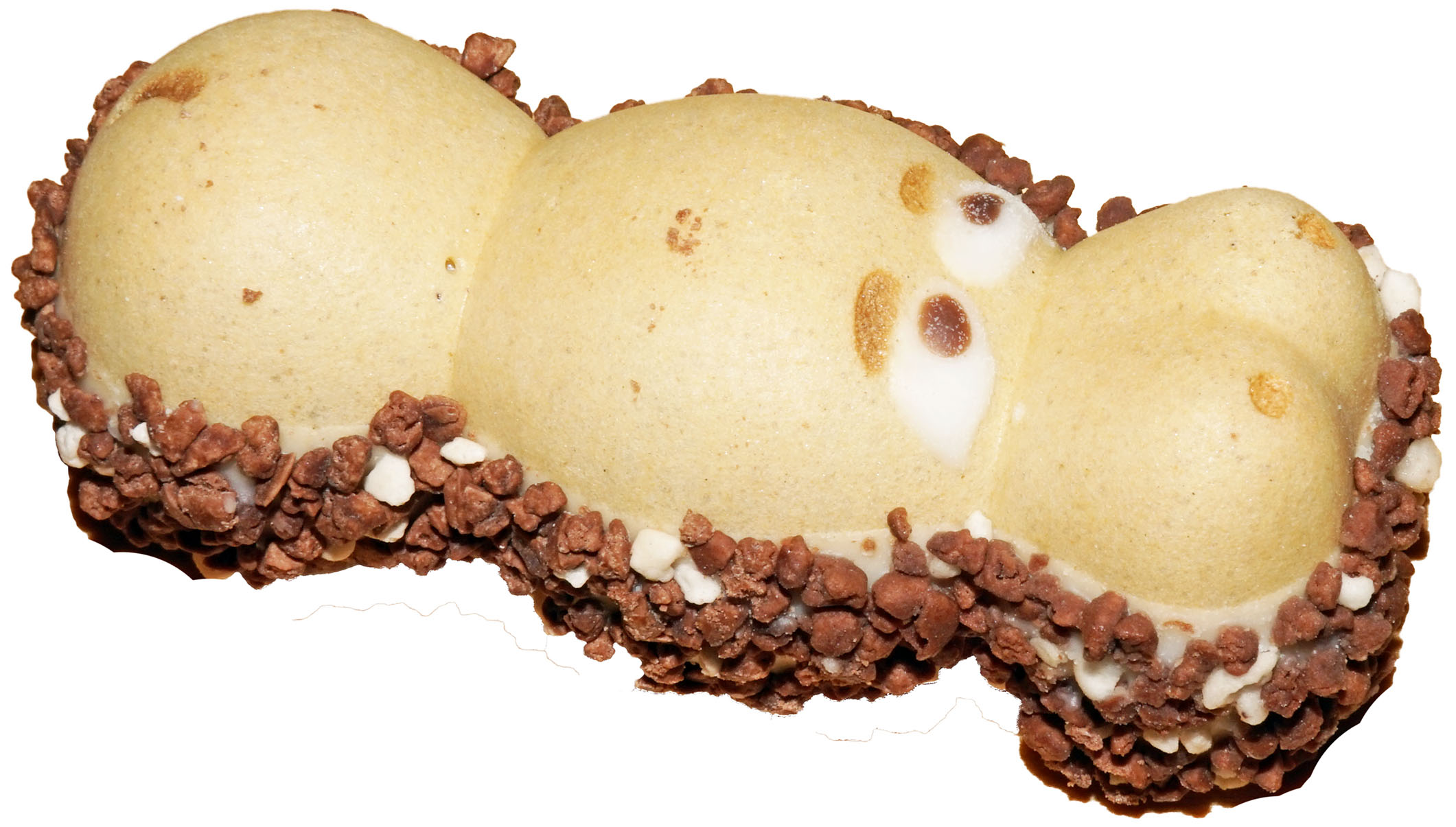
킨더 해피 히포

킨더 해피 히포(Kinder Happy Hippo)는 이탈리아의 식품 회사인 페레로에서 만든 하마 모양의 과자이다.

## 같이 보기
- 킨더 초콜릿
- 킨더 서프라이즈